# Tomba del Colle Casuccini

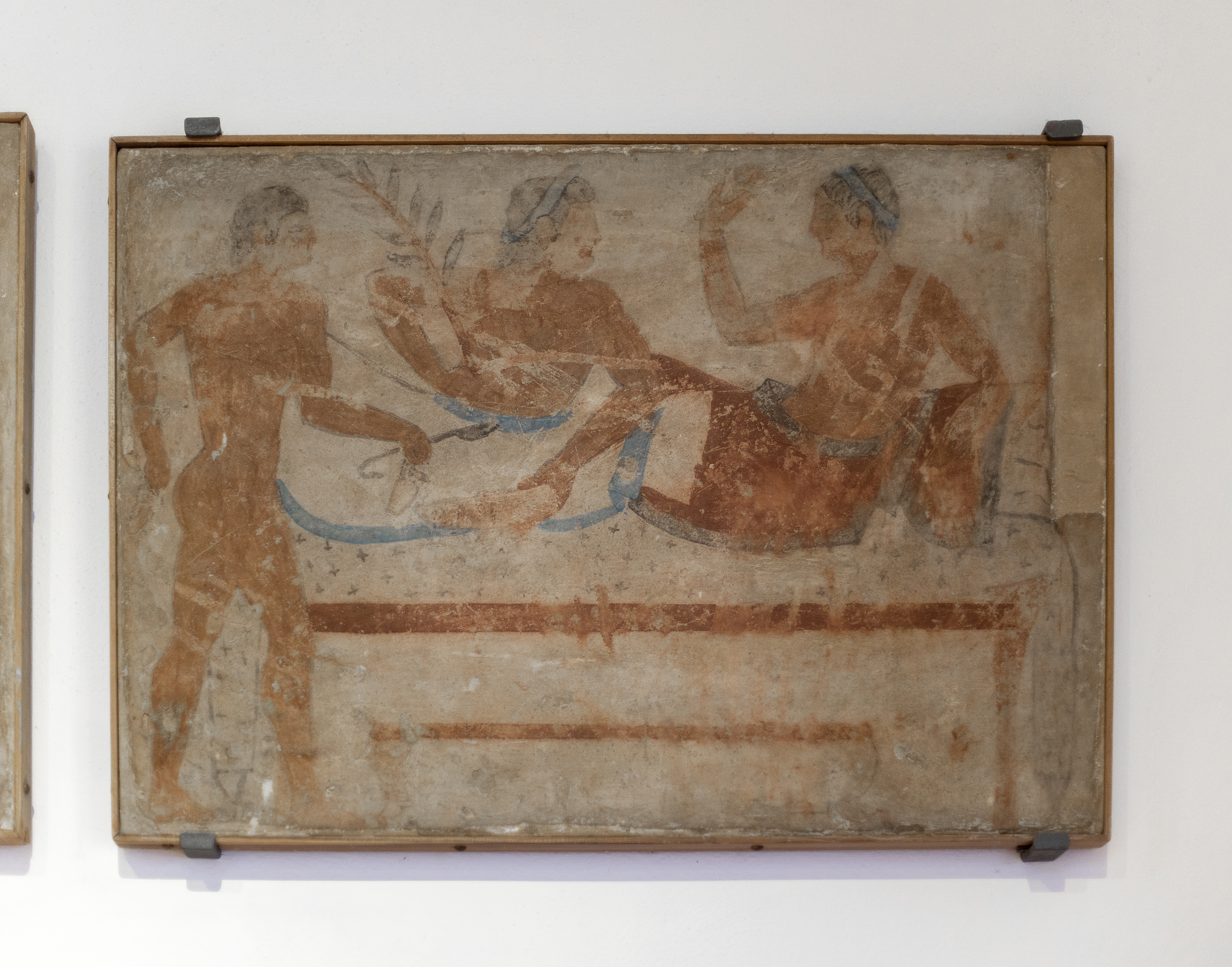
Malereien aus dem Grab

Die Tomba del Colle Casuccini (deutsch: „Grab vom Casuccinihügel “) ist ein ausgemaltes etruskisches Grab, das ins 5. Jahrhundert v. Chr. datiert. Das Grab mit drei Kammern wurde 1833 in Chiusi entdeckt.
Die Malereien des Grabes befinden sich heute zum Teil noch vor Ort, sind aber im 19. Jahrhundert unsachgemäß restauriert worden. Einige Szenen sind von der Wand genommen worden und befinden sich im Archäologischen Nationalmuseum von Chiusi. In der Hauptkammer sieht man auf der linken Seite der Rückwand Tänzerinnen und Musikanten sowie Athleten, so beispielsweise zwei Ringkämpfer. Auf der rechten Seite ist ein Wagenrennen wiedergegeben. Auf der rechten Wand sieht man einen Wagen und einen Teil einer Bankettszene. Auf der Eingangswand sieht man wiederum eine Bankettszene. Auch auf der linken Wand befinden sich eine Bankettszene und Athleten. Die Rückkammer zeigt einen umlaufenden Fries mit Tänzern und Musikanten.